# Ben Badis (distrito)
Ben Badis é um distrito localizado na província de Sidi Bel Abbès, Argélia.[carece de fontes?] Sua capital é a cidade de mesmo nome.

## Comunas
O distrito está dividido em quatro comunas:

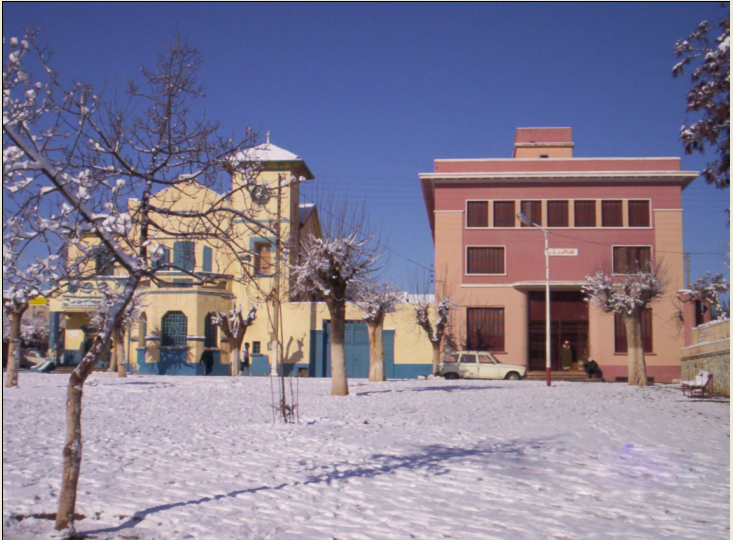
Ben Badis em 2005

- Ben Badis
- Hassi Zehana
- Chettouane Belaila
- Badredine El Mokrani